# S.K.A.
Skroz kretenski andergraund, poznatiji pod imenom S.K.A., hip-hop je bend iz Leskovca.
- - more info: https://www.youtube.com/c/SKAband

## Istorija
Bend je 2010. godine osnovao Miloš Bogdanović Bogi neposredno nakon odlaska na studije u Niš. On je zajedno sa Milanom Dojčinovićem Dojčom došao na ideju da hard kor svira na akustičnim instrumentima, pa je tako i nastalo ime benda. Nakon nekoliko svirki, proširili su svoj repertoar rege i ska muzikom, kao i obradama nekih rep pesama. Uvidevši da im je potreban neki melodijski instrument zarad realizacije daljih repertoara, oni su u bend primili Stefana Nikolića Leepz-a (harmonika), koji je u daljem radu grupe učestvovao ravnopravno, kako u sviračkom, tako i u kreativnom pogledu.
Bendu se na kratko pridružio i perkusionista Bojan Cvetković, sa kojim je bend premijerno nastupio u Nišu. Nakon ovog nastupa, bend je na kratko prestao sa radom, prvenstveno zbog obaveza članova, ali se ubrzo ponovo oformio i počeo sa nastupima u Nišu, Leskovcu, Vlasotincu, Grdelici i drugim okolnim mestima. Tokom ovog perioda stekli su veliki broj simpatizera i slušalaca.
Zahvaljujući rastućoj podršci, odlučili su se da preduzmu ozbiljnije korake, pa su tako prvi put pred većim auditorijumom nastupili na Leskovačkom karnevalu nakon benda Superstar. Ovom prilikom bendu su se na nastupu u vidu podrške pridružili Nikola Danilović Hibrid (bubnjevi) i Nikola Pavlović Bimba (bas gitara).
Nakon Leskovačkog karnevala, S.K.A. je postao promo bend festivala Reload 2013. godine, a od strane organizacije Rock On dobili su ponudu za snimanje prvog singla koji bi se našao na kompilaciji Rock On. Bend je u ovom periodu doveo pojačanje u vidu Vanje Trajkovića (bubnjevi) i Bibme (bas gitara). Bimbe je ubrzo morao da napusti sastav zbog svog autorskog projekta, pa je na njegovo mesto došao Aca Dimitrijević Struja. Bend je te godine na Reload festivalu nastupio pred oko 7.000 ljudi, posle Ajzberna, a pre Bed kopi grupe. Zbog obaveza na poslu, na Strujino mesto dolazi Miroslav Živković na bas gitari, pa je u toj postavi bend nastupio na Leskovačkoj roštiljijadi. Nakon ovog nastupa, S.K.A. je dobio još veću podršku publike, a i ponude za saradnju iz Bugarske i Grčke. U tom periodu izašao je i prvi njihov singl Korak napred koji se našao na kompilaciji .
Avgusta 2014. godine bend je u saradnji sa SouthSide studiom izbacio još jedan singl pod nazivom Svaki put. Bend je i dalje nastavio da nastupa na velikom broju festivala, ali i u klubovima u akustičnoj varijanti. Jedan od njihovih najznačajnijih nastupa je na platou Niške tvrđave gde su, uz Stereo bananu i Mad Red, nastupili kao predgrupa Dubioze kolektiv. Nedelju dana nakon ovoga, nastupili su na 3D festu u Prokuplju zajedno sa grupama S.A.R.S. i Prti Bee Gee. Početkom novembra 2014. godine bend je nastupao na takmičarskom festivalu Omladina gde je osvojio prvu nagradu festivala. Njihov najznačajniji koncert i jedan od najvećih uspeha jeste svakako nastup na Egzitu 2016. godine.

## Trenutni sastav benda
- Miloš Bogdanović (vokal, gitara)
- Milan Dojčinović (vokal)
- Dušan Stojilković (harmonika, klavijature)
- Luka Radulović (gitara)
- Marko Mišić (bas gitara)
- Milan Danilović (bubnjevi)

## Spoljašnje veze
- Najkreativniji nazivi takmičarskih bendova
- S.K.A. na Bunt rok masters festivalu